# 伊勢亀山藩
伊勢亀山藩（いせかめやまはん）は、伊勢国に存在した藩の一つ。藩庁は伊勢亀山城（三重県亀山市）。

## 藩史
伊勢亀山は戦国時代、織田信長、豊臣秀吉に仕えた関盛信が領していた。盛信の子・関一政は美濃多良に移封され、代わって豊臣家の家臣・岡本良勝が2万2000石で入る。良勝は、亀山城を築き、城下を発展させて検地を行ったことから確立しているといってよい。しかし慶長5年（1600年）9月の関ヶ原の戦いで西軍に与して改易された。
代わって東軍に与した関一政が、関ヶ原における功績で旧領復帰を許されて3万石で入る。一政は、亀山宿の整備や城郭の修築などに尽力した。しかし慶長15年（1610年）7月19日、伯耆黒坂藩へ移封され、8日後の7月27日に三河国作手藩より松平忠明が5万石で入る。慶長20年（1615年）5月、大坂夏の陣で豊臣家が滅ぼされると、直後の6月10日に忠明は摂津大坂藩に移封され、亀山藩は廃藩となり、その領地は四日市代官の水谷光勝や津藩領として支配された。
元和5年（1619年）9月29日、三河挙母藩より三宅康信が1万石で入る。康信は元和6年（1620年）8月に2000石の加増を受けて1万2000石の藩主となったが、第2代藩主・三宅康盛時代の寛永13年（1636年）5月18日、旧領へ戻された。
約1ヵ月後の6月23日、三河西尾藩より本多俊次が5万石で入る。俊次は、寛永14年（1637年）に領内のほぼ全域で検地を行い、翌寛永15年（1638年）には代官・大庄屋制度を確立し、亀山城の修築を行ったが、慶安4年（1651年）4月4日に近江膳所藩へ移封となる。入れ替わりで石川憲之が5万石で入るが、寛文9年（1669年）2月25日に山城淀藩へ移封となる。
代わって下総関宿より板倉重常が5万石で入るが、第3代藩主・板倉重治時代の宝永7年（1710年）1月26日に志摩鳥羽藩へ移封される。入れ替わりで松平乗邑が6万石で入るが、享保2年（1717年）11月1日に山城淀藩へ移封となる。
再び板倉重治が戻ってきて、第2代藩主・板倉勝澄時代に板倉家は石川総慶と交代する形で延享元年（1744年）3月1日、備中松山藩へ移封と、藩主家の交替が激しい土地であり、藩主の長期間における支配が定着しなかったが、石川総慶が6万石で入ってようやく藩主家の支配が定着した。ちなみに、この石川家は徳川家康から豊臣秀吉に主君を替えたことで有名な石川数正系統の石川家ではなく、数正の叔父・石川家成系統の石川家である。ただし、血統としては大久保家から養子にきている。
第4代藩主・石川総純は米の専売や荒地における検地を行って藩財政再建を目指したが、これに反対する百姓一揆が明和5年（1768年）に起こって改革は失敗した。第5代藩主・石川総博は寛政2年（1790年）に藩校・明倫堂（のち明倫館に改称）を創設し、第10代藩主・石川総禄は洋式軍備の導入や茶の栽培奨励などを行った。
明治2年（1869年）の版籍奉還で、最後の藩主・石川成之は藩知事に任じられる。明治4年（1871年）7月14日、廃藩置県で伊勢亀山藩は廃藩となり、亀山県、安濃津県を経て三重県に編入された。

## 歴代藩主

### 関家
3万石（外様）
1. 関一政（かずまさ）従五位下。長門守。

### 松平（奥平）家
5万石（譜代）
1. 松平忠明（ただあきら）従四位下。下総守。侍従。〔大坂城代〕

### 三宅家
1万石→2万石（譜代）
1. 三宅康信（やすのぶ）従五位下。越後守。
2. 三宅康盛（やすもり）従五位下。大膳亮。

### 本多（酒井）家
5万石（譜代）
1. 本多俊次（としつぐ）従五位下。下総守。

### 石川家
5万石（譜代）
1. 石川憲之（のりゆき）従五位下。主殿頭。

### 板倉家
5万石（譜代）
1. 板倉重常（しげつね）従五位下。隠岐守。
2. 板倉重冬（しげふゆ）従五位下。周防守。〔奏者番〕
3. 板倉重治（しげはる）従五位下。近江守。

### 松平（大給）家
6万石（譜代）
1. 松平乗邑（のりさと）従四位下。和泉守。侍従。

### 板倉家
5万石（譜代）
1. 板倉重治（しげはる）（再封）
2. 板倉勝澄（かつずみ）従五位下。周防守。

### 石川家
6万石（譜代）
1. 石川総慶（ふさよし）従五位下。主殿頭。
2. 石川総尭（ふさたか）従五位下。主殿頭。
3. 石川総純（ふさずみ）従五位下。日向守。
4. 石川総博（ふさひろ）従五位下。日向守。
5. 石川総師（ふさのり）従五位下。主殿頭。
6. 石川総佐（ふさすけ）従五位下。主殿頭。
7. 石川総安（ふさやす）従五位下。主殿頭。
8. 石川総紀（ふさのり）従五位下。日向守。
9. 石川総禄（ふさよし）従五位下。主殿頭。
10. 石川総脩（ふさのぶ）なし。
11. 石川成之（なりゆき）従五位下。日向守。

## 幕末の領地
- 伊勢国
  - 三重郡のうち - 5村

川島村 (1402石0斗1升7合9勺4才4撮)・北小松村 (541石2斗3升4合9勺8才5撮)・貝家村 (481石1斗1升3合0勺0才7撮)・波木村 (401石7斗7升0合9勺9才6撮)・堂箇山村 (485石2斗6升4合0勺0才8撮)	
- - 河曲郡のうち - 5村

安塚村 (672石1斗5升3合0勺1才5撮)・三日市村 (1159石3斗7升6合9勺5才3撮)・竹野村 (330石8斗2升2合9勺9才8撮)・野辺村 (644石7斗4升5合9勺7才2撮)・中若松村 (475石7斗9升9合0勺1才1撮)
- - 鈴鹿郡のうち - 74村

東町 (797石2斗2升6合9勺9才0撮)・西町 (279石1斗8升6合0勺0才5撮)・野村 (1627石7斗8升7合9勺6才4撮)・野尻村 (532石3斗1升0合9勺7才4撮)・落針村  (434石8斗2升9合9勺8才7撮)・住山村 (541石9斗1升4合0勺0才1撮)・羽若村 (541石4斗0升1合0勺0才1撮)・亀田村 (240石2斗6升1合9勺9才3撮)・椿世村 (763石9斗3升5合9勺7才4撮)・菅内村 (893石2斗0升5合9勺9才4撮)・阿野田村 (1760石3斗9升0合9勺9才1撮)・八野村 (419石5斗7升9合9勺8才7撮)・国府村 (3997石3斗4升9合1勺2才1撮)・中富田村 (588石1斗6升3合0勺2才5撮)・西富田村 (849石8斗2升2合9勺9才8撮)・和泉村 (277石4斗8升0合0勺1才1撮)・小田村 (603石8斗5升1合0勺1才3撮)・海善寺村 (338石0斗9升6合0勺0才8撮)・田村 (990石7斗3升4合0勺0才9撮)・長明寺村 (533石1斗7升7合0勺0才2撮)・平野村 (708石7斗6升8合9勺8才2撮)・算所村 (679石2斗2升6合0勺1才3撮)・弓削村 (477石3斗0升4合9勺9才3撮)・岡田村 (278石8斗6升5合9勺9才7撮)・平田村 (313石4斗1升5合9勺8才5撮)・津賀村 (746石9斗6升3合9勺8才9撮)・広瀬村 (774石3斗5升4合9勺8才0撮)・深溝村 (1517石1斗6升7合9勺6才9撮)・岸田村 (379石8斗8升8合0勺0才0撮)・和無田村 (440石3斗6升8合0勺1才1撮)・鹿間村 (575石8斗3升0合0勺1才7撮)・下大久保村 (1105石1斗3升4合0勺3才3撮)・南小松村 (758石4斗0升3合0勺1才5撮)・甲斐村 (418石5斗6升7合9勺9才3撮)・甲斐無里 (438石1斗0升9合9勺8才5撮)・高宮村 (82石9斗4升0合0勺0才2撮)・上田村 (604石6斗2升4合0勺2才3撮)・原村 (1481石5斗4升7合9勺7才4撮)・川崎村 (1858石1斗7升4合5勺6才1撮)・徳原組 (1093石1斗9升7合0勺2才1撮)・岩森村 (318石5斗7升2合9勺9才8撮)・太田村 (953石2斗1升3合0勺1才3撮)・辺法寺村 (1002石9斗1升9合9勺8才3撮)・平尾村 (742石2斗8升1合0勺0才6撮)・原尾村 (966石9斗0升3合9勺9才2撮)・安楽村 (319石6斗7升8合0勺0才9撮)・池山村 (564石7斗3升1合9勺9才5撮)・坂本村 (199石0斗6升7合0勺0才1撮)・北畑村 (446石2斗8升7合9勺9才4撮)・南畑村 (788石4斗4升7合9勺9才8撮)・上野村 (423石7斗4升6合0勺0才2撮)・小岐須村 (652石7斗0升0合9勺8才9撮)・小社村(620石3斗4升3合0勺1才8撮)・山本村 (843石8斗1升8合9勺7才0撮)・大久保村 (925石7斗8升3合9勺9才7・水沢野田村 (517石8斗4升3合9勺9才4・長沢村 (957石4斗9升2合9勺8才1撮)・伊船村 (1399石6斗2升1合9勺4才8撮)・伊船野田村 (245石4斗8升8合0勺0才7撮)・新所村 (932石4斗8升6合0勺2才3撮)・木崎村 (1154石8斗3升3合0勺0才8撮)・小野村 (791石1斗3升2合0勺1才9撮)・鷲山村 (171石0斗9升5合9勺9才3撮)・白木村 (996石1斗0升1合9勺9才0撮)・小川村 (1046石3斗7升5合0勺0才0撮)・太岡寺村 (564石2斗3升9合9勺9才0撮)・山下村 (1044石9斗7升8合0勺2才7撮)・木下村 (322石9斗6升4合9勺9才6撮)・市ノ瀬村 (202石5斗1升4合0勺0才8撮)・沓掛村 (159石6斗0升4合9勺9才6撮)・川合村 (1194石4斗2升6合0勺2才5撮)・和田村 (954石9斗2升1合0勺2才1撮)・井尻村 (827石6斗0升3合0勺2才7撮)・長沢野田村 (204石7斗2升9合0勺0才4撮)	
- 備中国
  - 阿賀郡のうち - 3村

下中津井村 (1020石3斗2升2合0勺8才3撮)・上中津井村 (1013石8斗7升7合6勺8才6撮)・平田村 (1657石2斗4升5合6勺0才5撮)	
- - 上房郡のうち - 9村

竹井村 (467石3斗5升6合8勺1才2撮)・竹井村ノ内・岩 (560石2斗6升8合6勺1才6撮)・黒土村 (787石0斗0升3合7勺2才3撮)・有漢中村 (817石2斗1升8合0勺7才9撮)・有漢上村 (190石4斗1升0合0勺0才4撮)・有漢下村 (858石0斗2升0合3勺2才5撮)・長代村 (1032石8斗9升9合6勺5才8撮)・垣村 (881石3斗8升8合1勺2才3撮)・川関村 (725石8斗7升4合0勺2才3撮)		

## 関連リンク
- 亀山（石川日向守総博） | 大名家情報 - 武鑑全集

| 先代 （伊勢国） | 行政区の変遷 1601年 - 1871年 （亀山藩→亀山県） | 次代 安濃津県 |